# Terje Gulbrandsen
Terje Gulbrandsen (Oslo, 29 de noviembre de 1944 - 25 de septiembre de 2015) fue un futbolista noruego que jugaba en la demarcación de centrocampista. Fue el padre de la también futbolista Solveig Gulbrandsen.

## Biografía
Debutó como futbolista en 1963 con el Skeid Fotball. Con el club jugó un total de siete temporadas, llegando a ganar la Tippeligaen en 1966, y la Copa de Noruega en 1963 y 1965, anotando Gulbrandsen uno de los dos goles que le dieron la victoria al equipo en la final de 1965 contra el Frigg Oslo FK. Tras un breve paso por el SBK Drafn, finalmente acabó su carrera deportiva en el Vålerenga Fotball, donde se retiró en 1974.
Falleció el 25 de septiembre de 2015 a los 70 años de edad.

## Selección nacional
Jugó un total de dos partidos con la selección de fútbol de Noruega. Hizo su debut el 21 de septiembre de 1969 en el Campeonato nórdico de fútbol contra Dinamarca en un partido que finalizó con un resultado de 2-0 a favor del combinado nórdico. Su segundo y último partido fue en calidad de amistoso contra México dos meses después.

## Clubes
| Club              | País    | Año         | Partidos | Goles |
| ----------------- | ------- | ----------- | -------- | ----- |
| Skeid Fotball     | Noruega | 1963 - 1970 | 99       | 8     |
| SBK Drafn         | Noruega | 1971 - 1972 |          |       |
| Vålerenga Fotball | Noruega | 1973 - 1974 | 47       | 15    |

## Palmarés

### Campeonatos nacionales
| Título          | Club          | País    | Año  |
| --------------- | ------------- | ------- | ---- |
| Tippeligaen     | Skeid Fotball | Noruega | 1966 |
| Copa de Noruega | Skeid Fotball | Noruega | 1963 |
| Copa de Noruega | Skeid Fotball | Noruega | 1965 |